# اسنیپت (برنامه‌نویسی)

مثالی از یک تکه کد.

تکه-کدها یا اسنیپت‌ها (انگلیسی: Snippets) یک اصطلاح برنامه نویسی است که برای قطعات کوچک و قابل استفاده مجدد از کد بکار می‌رود. برخی از ویرایشگرهای متن دارای قابلیت مدیریت تکه-کد (انگلیسی: Snippet Management) هستند. تکه کدها باعث می‌شوند تا در وقت برنامه‌نویس صرفه جویی شود.